# غاستون ديل كاستيلو
غاستون ديل كاستيلو (بالإسبانية: Gastón del Castillo)‏ (1997 في الأرجنتين - ) هو لاعب كرة قدم أرجنتيني في مركز الهجوم.

## وصلات خارجية
- غاستون ديل كاستيلو على موقع قاعدة بيانات كرة القدم.إي يو (الإنجليزية)
- غاستون ديل كاستيلو على موقع Soccerway.com (الإنجليزية)
- غاستون ديل كاستيلو على موقع AS.com (الإسبانية)